# Sajuri Ósugaová
Sajuri Ósugaová (japonsky 大菅小百合, Ósuga Sajuri; * 27. října 1980 Šibecu) je bývalá japonská rychlobruslařka a cyklistka.
Na velkých mezinárodních akcích debutovala v roce 1998, kdy nastoupila do závodů Světového poháru. V roce 1999 se na Asijských zimních hrách umístila na šestém (500 m) a osmém místě (1000 m). V roce 2000 se poprvé zúčastnila světových šampionátů, na Mistrovství světa ve sprintu skončila na 11. příčce, na Mistrovství světa na jednotlivých tratích byla v závodě na 500 m čtvrtá. Zúčastnila se Zimních olympijských her 2002, na distanci 500 m byla dvanáctá, na dvojnásobné trati se umístila na 18. místě. Z Asijských zimních her 2003 si přivezla bronzovou medaili ze závodu na 500 m, na kilometru byla šestá; šesté příčky také dosáhla na Mistrovství světa na jednotlivých tratích 2003 (trať 500 m). V sezóně 2004/2005 zvítězila v celkovém pořadí Světového poháru v závodech na 100 m. Byla osmá na půlkilometrové distanci na zimní olympiádě 2006. Na trati 500 m vybojovala na světovém šampionátu na jednotlivých tratích 2007 bronzovou medaili. V sezóně 2010/2011 již nastupovala pouze v domácích závodech.
Jako cyklistka startovala na Mistrovství světa 2003 (13. místo v časovce) a na Letních olympijských hrách 2004 (10. místo v časovce).